# Sencamanisquem
Sencamanisquem foi o nono rei da dinastia de Napata do Reino de Cuxe que governou aproximadamente de 640 a 620 a.C., foi o sucessor de Atlanersa.

## Histórico
Sencamanisquem terminou o templo B700 iniciado por seu pai Atlanersa aos pés da Montanha Pura (Jebel Barcal) em Napata.  Em seu portal colocou una gigantesca estatua, de aproximadamente 4 metros de alto, e que agora esta exposta no Museu Nacional do Sudão, assim como mais três de porte menor em todas estavam gravadas seu nome e a duração de seu reinado. 
As estatuas foram encontradas enterradas, provavelmente ocultas por temor de poderem ser destruídas pelo ataque que o faraó Psamético II realizou sobre Cuxe em 592 a. C.  Além disso foram encontrados diversos objetos com seu nome gravado em Meroé o que indica que a futura capital depois do saque de Napata por Psamético, já era um local de relevância. Entre estes objetos, foram encontradas numerosas figuras funerárias, os shabti, só no interior de sua pirâmide na necrópole de Nuri foram encontrados 1277, que atualmente estão conservados no Museu do Brooklyn. São menores mas mais numerosos que os de seu avô, Taraca. 
É possível observar na estátua de Sencamanisquem as tendências estilísticas da era precedente, que combinavam a influência egípcia com uma tradição puramente Núbia, foram aprimoradas. As pernas e os pés tem mais massa e são maiores que o das obras de períodos anteriores tornando-se mais realistas. Os braços terminam com punhos e sua musculatura é acentuada como forma de refletir seu poder. A cabeça repousa sobre um colar curto, enquanto as características faciais negroides da dinastia são evidentes. O duplo Ureu na testa foi preservado. Uma touca cuxita se ajusta perfeitamente ao crânio redondo. Em torno do qual esta pendurada uma fina corda com cabeças de carneiro. A estátua carrega várias jóias (pulseiras nos braços, punhos e tornozelos), tiras nas sandálias, na saia real e na touca. 
Sencamanisquem  era filho de Atlanersa  e como de costume se casou com sua irmã Nasalsa, com que tiveram quatro filhos : o futuro rei Anlamani que se casará com sua irmã a futura rainha Madiqen além do futuro rei Aspelta e de sua futura esposa a rainha Renutaquebite